# Венжега Анатолій Іванович
Венжега Анатолій Іванович (* 13 вересня 1944, м. Дніпродзержинськ Дніпропетровської області — 27 травня 1981, м. Київ) — альтист, педагог. Заслужений артист УРСР (1974). Дипломант Всесоюзного конкурсу альтистів (1963). Лауреат Українського конкурсу ансамблів (1968). Доцент (1973).
Закінчив Дніпропетровське музичне училище (1962), Київську консерваторію (1965, клас скрипки П. Макаренка, альта — З. Дашака) та аспірантуру при Московськ. консерваторіі (1965—67, клас В. Борисовського). Плідну концертну діяльність розпочав у Київському камерному оркестрі при Українському гастрольно-концертному об'єднанні (1963—64), концертмейстер групи альтів, соліст Державного симфонічного оркестру УРСР (1967—69), грав у квартеті викладачів Київської консерваторії (1971 — 74) разом з О. Крисою, потім в ансамблі з Б. Которовичем. Викладав на кафедрі струнно-смичкових інструментів (клас альта, 1968—81). Поміж учнів — лауреати респупбліканських та міжнародних конкурсів С. Кулаков, А. Зелінський. Як соліст і ансамбліст має численні записи у фондах Українського радіо, грамплатівки («Мелодія») з записами Концерту Соль-мажор Ґ. Телемана, сюїти № 1 М. Регера, сонати П. Гіндеміта, Концерту для оркестру М. Скорика (1-е виконання) та ін. У репертуарі — сольні партії у симфонії «Гарольд в Італії» Г. Берліоза, симф. поемі «Дон Кіхот» Р. Штрауса. 
Помер у віці 36 років. Був одружений з художницею-архітектором Лідією Кияшко. Мав двох дітей.